# Classe Echo

Silhouette d'un sous-marin de classe Echo I (Projet 659).

La classe Echo est le code OTAN pour un type de sous-marin nucléaire lanceur de missiles de croisière qui a été initialement mis en service par l'Union soviétique vers 1960. La désignation soviétique était Projet 659 pour les premiers navires et Projet 675 pour les 39 autres (du second type). Tous ont été retirés du service de la Marine russe en 1994.

## Classe Echo I
Les sous-marins de cette classe sont dotés de six lanceurs de missiles de croisière P-5 Pityorka. Ils ont été construits entre 1960 et 1963 à Komsomolsk-sur-l'Amour et transférés à la Flotte du Pacifique.

### Caractéristiques techniques
- Déplacement : 3 828 tonnes (surface), 4 999 tonnes (immersion)
- Longueur : 111,2 mètres
- Maître-bau : 9,2 mètres
- Tirant d'eau : 7,1 mètres
- Vitesse maximale : 15,1 nœuds (surface), 24,2 nœuds (immersion)

### Liste des navires de la classe
| #     | Chantier                                         | Quille posée      | Lancement         | Commissionné     | Flotte              | Statut                               |
| ----- | ------------------------------------------------ | ----------------- | ----------------- | ---------------- | ------------------- | ------------------------------------ |
| K-45  | Chantier naval Leninskiy, Komsomolsk-sur-l'Amour | 20 décembre 1958  | 12 mai 1960       | 28 juin 1961     | Flotte du Pacifique | Retiré du service en 1989, démantelé |
| K-59  | Chantier naval Leninskiy, Komsomolsk-sur-l'Amour | 30 septembre 1959 | 25 septembre 1960 | 16 décembre 1961 | Flotte du Pacifique | Retiré du service en 1989, démantelé |
| K-66  | Chantier naval Leninskiy, Komsomolsk-sur-l'Amour | 26 mars 1960      | 30 juillet 1961   | 28 décembre 1961 | Flotte du Pacifique | Retiré du service en 1985, démantelé |
| K-122 | Chantier naval Leninskiy, Komsomolsk-sur-l'Amour | 21 janvier 1961   | 17 septembre 1961 | 6 juillet 1962   | Flotte du Pacifique | Retiré du service en 1985, démantelé |
| K-151 | Chantier naval Leninskiy, Komsomolsk-sur-l'Amour | 21 avril 1962     | 30 septembre 1962 | 28 juillet 1963  | Flotte du Pacifique | Retiré du service en 1989, démantelé |

## Classe Echo II

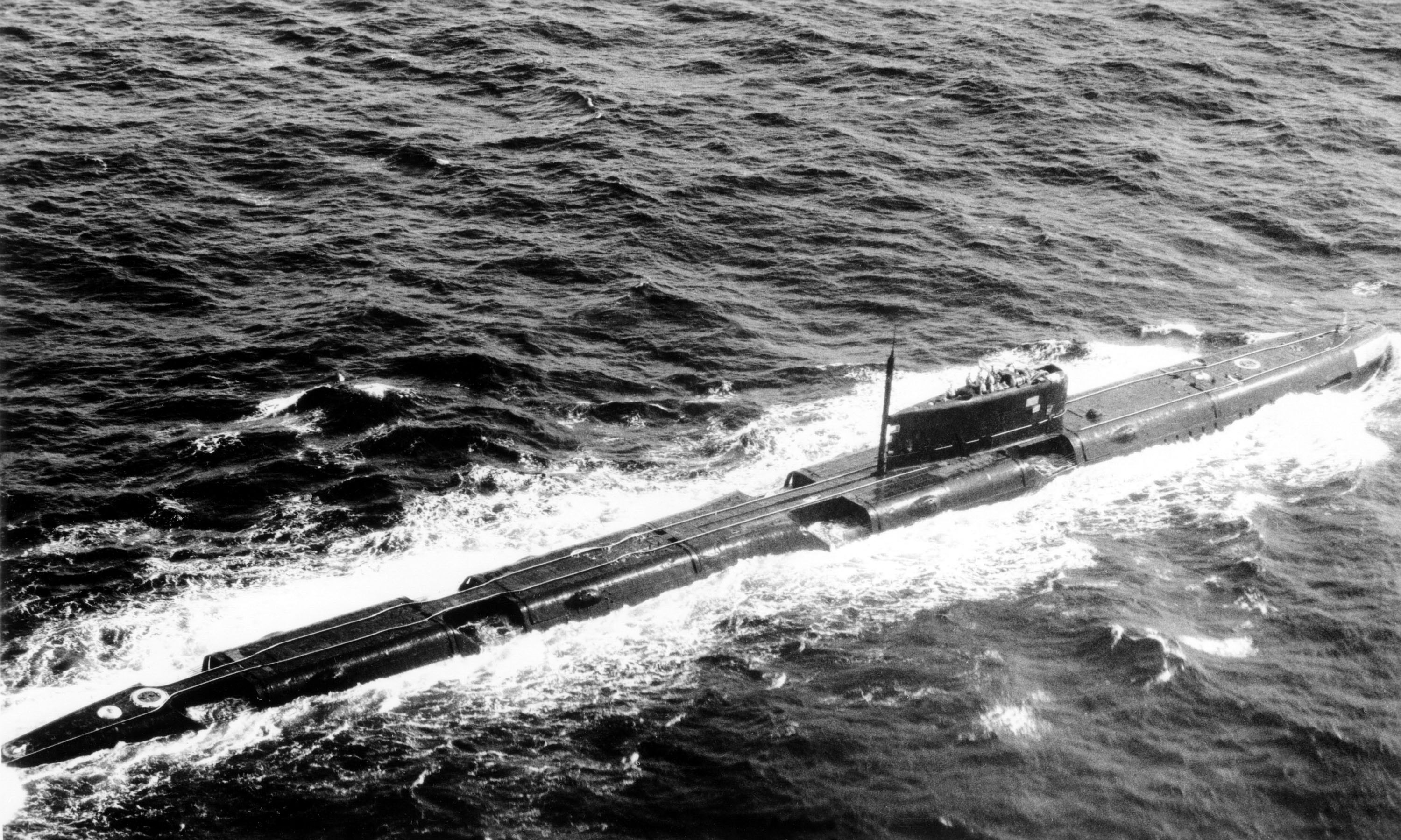
Sous-marin de classe Echo II, 1988.

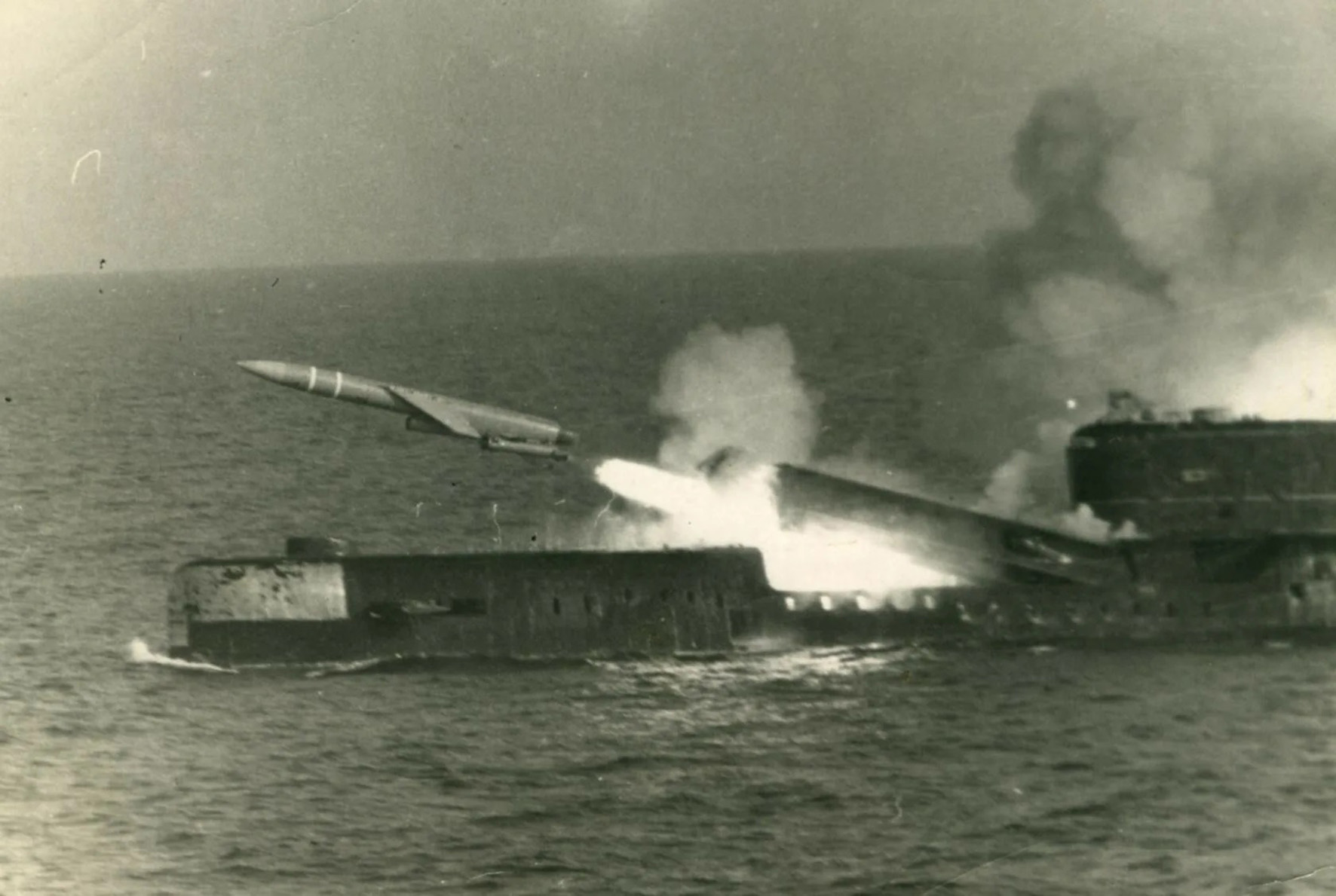
Lancement d'un missile anti-navire P-6 par un sous-marin de classe Echo II.

18 unités construites à Severodvinsk pour la Flotte du Nord et 11 construites à Komsomolsk pour la Flotte du Pacifique entre 1962 et 1967 comme sous-marins anti-porte-avions. Les sous-marins de classe Echo II embarquent 6 missiles anti-navires P-6 (SS-N-3a Shaddock) et peuvent tirer jusqu'à 8 missiles en 30 minutes. Obsolètes à partir du milieu des années 1980, ils sont progressivement retirés du service entre 1989 et 1995.

### Caractéristiques techniques
- Déplacement : 4 486 tonnes (surface), 5 852 tonnes (immersion)
- Longueur : 115,4 mètres
- Maître-bau : 9,3 mètres
- Tirant d'eau : 7,4 mètres
- Vitesse maximale : 14 nœuds (surface), 22 nœuds (immersion)

### Liste des navires de la classe
| #                     | Chantier                                                  | Quille posée       | Lancement         | Commissionné      | Flotte              | Statut                                 |
| --------------------- | --------------------------------------------------------- | ------------------ | ----------------- | ----------------- | ------------------- | -------------------------------------- |
| K-166                 | SEVMASH, Severodvinsk                                     | 30 mai 1961        | 6 septembre 1962  | 31 octobre 1963   | Flotte du Nord      | Retiré du service en 1989, démantelé   |
| K-104                 | SEVMASH, Severodvinsk                                     | 11 janvier 1962    | 16 juin 1963      | 15 décembre 1963  | Flotte du Nord      | Retiré du service en 1990, démantelé   |
| K-170 "K-86", "KS-86" | SEVMASH, Severodvinsk                                     | 16 mai 1962        | 4 août 1963       | 26 décembre 1963  | Flotte du Nord      | Retiré du service en 1991, démantelé   |
| K-175                 | Chantier naval Leninskiy Komsomol, Komsomolsk-sur-l'Amour | 17 mars 1962       | 30 septembre 1962 | 30 décembre 1963  | Flotte du Pacifique | Retiré du service en 1990, démantelé   |
| K-184                 | Chantier naval Leninskiy Komsomol, Komsomolsk-sur-l'Amour | 2 février 1963     | 25 août 1963      | 31 mars 1964      | Flotte du Pacifique | Retiré du service en 1990, démantelé   |
| K-172                 | SEVMASH, Severodvinsk                                     | 8 août 1962        | 25 décembre 1963  | 30 juillet 1964   | Flotte du Nord      | Retiré du service en 1990, démantelé   |
| K-47 "B-47"           | SEVMASH, Severodvinsk                                     | 7 août 1962        | 10 février 1964   | 31 août 1964      | Flotte du Nord      | Retiré du service en 1994-5, démantelé |
| K-1 (en)              | SEVMASH, Severodvinsk                                     | 11 janvier 1963    | 30 avril 1964     | 30 septembre 1964 | Flotte du Nord      | Retiré du service en 1992, démantelé   |
| K-28 "K-428"          | SEVMASH, Severodvinsk                                     | 26 avril 1963      | 30 juin 1964      | 16 décembre 1964  | Flotte du Nord      | Retiré du service en 1990, démantelé   |
| K-35                  | SEVMASH, Severodvinsk                                     | 6 janvier 1964     | 27 janvier 1965   | 30 juin 1965      | Flotte du Nord      | Retiré du service en 1993, démantelé   |
| K-189 "K-144"         | Chantier naval Leninskiy Komsomol, Komsomolsk-sur-l'Amour | 6 avril 1963       | 9 mai 1964        | 24 juillet 1965   | Flotte du Pacifique | Retiré du service en 1991, démantelé   |
| K-74                  | SEVMASH, Severodvinsk                                     | 23 juillet 1963    | 30 septembre 1964 | 30 juillet 1965   | Flotte du Nord      | Retiré du service en 1992, démantelé   |
| K-22                  | SEVMASH, Severodvinsk                                     | 14 octobre 1963    | 29 novembre 1964  | 7 août 1965       | Flotte du Nord      | Retiré du service en 1995, démantelé   |
| K-90 "K-111"          | SEVMASH, Severodvinsk                                     | 29 février 1964    | 17 avril 1965     | 25 septembre 1965 | Flotte du Nord      | Retiré du service en 1989, démantelé   |
| K-31 "K-431"          | Chantier naval Leninskiy Komsomol, Komsomolsk-sur-l'Amour | 11 janvier 1964    | 8 septembre 1964  | 30 septembre 1965 | Flotte du Pacifique | Retiré du service en 1987, démantelé   |
| K-116                 | SEVMASH, Severodvinsk                                     | 8 juin 1964        | 19 juin 1965      | 29 octobre 1965   | Flotte du Pacifique | Retiré du service en 1985, démantelé   |
| K-57 "K-557"          | Chantier naval Leninskiy Komsomol, Komsomolsk-sur-l'Amour | 19 octobre 1963    | 26 septembre 1964 | 31 octobre 1965   | Flotte du Pacifique | Retiré du service en 1992, démantelé   |
| K-125                 | SEVMASH, Severodvinsk                                     | 1er septembre 1964 | 11 septembre 1965 | 18 décembre 1965  | Flotte du Nord      | Retiré du service en 1991, démantelé   |
| K-48                  | Chantier naval Leninskiy Komsomol, Komsomolsk-sur-l'Amour | 11 avril 1964      | 16 juin 1965      | 31 décembre 1965  | Flotte du Pacifique | Retiré du service en 1990, démantelé   |
| K-128 "K-62"          | SEVMASH, Severodvinsk                                     | 29 octobre 1964    | 30 décembre 1965  | 25 août 1966      | Flotte du Nord      | Retiré du service en 1990, démantelé   |
| K-56 (en)             | Chantier naval Leninskiy Komsomol, Komsomolsk-sur-l'Amour | 30 mai 1964        | 10 août 1965      | 26 août 1966      | Flotte du Pacifique | Retiré du service en 1992, démantelé   |
| K-131 (en) "B-131"    | SEVMASH, Severodvinsk                                     | 31 décembre 1964   | 6 juin 1966       | 30 septembre 1966 | Flotte du Nord      | Retiré du service en 1994, démantelé   |
| K-10                  | Chantier naval Leninskiy Komsomol, Komsomolsk-sur-l'Amour | 24 octobre 1964    | 29 septembre 1965 | 15 octobre 1966   | Flotte du Pacifique | Retiré du service en 1989, démantelé   |
| K-135                 | SEVMASH, Severodvinsk                                     | 27 février 1965    | 27 juillet 1967   | 25 novembre 1966  | Flotte du Nord      | Retiré du service en 1988, démantelé   |
| K-94 "K-204"          | Chantier naval Leninskiy, Komsomolsk-sur-l'Amour          | 20 mars 1965       | 20 mai 1966       | 27 décembre 1966  | Flotte du Pacifique | Retiré du service en 1992, démantelé   |
| K-108                 | Chantier naval Leninskiy Komsomol, Komsomolsk-sur-l'Amour | 24 juillet, 1965   | 26 août 1966      | 31 mars 1967      | Flotte du Pacifique | Retiré du service en 1990, démantelé   |
| K-7                   | Chantier naval Leninskiy Komsomol, Komsomolsk-sur-l'Amour | 6 novembre 1965    | 25 septembre 1966 | 30 septembre 1967 | Flotte du Pacifique | Retiré du service en 1990, démantelé   |
| K-23 (en)             | Chantier naval Leninskiy Komsomol, Komsomolsk-sur-l'Amour | 23 février 1966    | 18 juin 1967      | 30 décembre 1967  | Flotte du Pacifique | Retiré du service en 1992, démantelé   |
| K-34 "K-134"          | Chantier naval Leninskiy Komsomol, Komsomolsk-sur-l'Amour | 18 juin 1966       | 23 septembre 1967 | 30 décembre 1968  | Flotte du Pacifique | Retiré du service en 1994, démantelé   |

## Accidents et incidents notables
- 20 juin 1970 : le K-108 entre en collision avec le USS Tautog de l'United States Navy dans la mer d'Okhotsk à une profondeur de 45 mètres. La coque extérieure de K-108 est endommagée et le kiosque du Tautog est endommagé et inondé. La collision ne fait pas de morts.
- 28 août 1976 : collision entre le K-22 (Echo II) et le USS Voge (FF-1047) en mer Méditerranée. Le compartiment à missiles no 1 du K-22 est endommagé, il sera réparé à Cythère en mer Égée. Le pont arrière de la frégate américaine est endommagé et elle a dû être remorquée en Crète[2].
- 24 septembre 1976 : un incendie éclate à bord du K-47 (Echo II) dans le compartiment VIII (quartiers d'habitation) alors qu'il se trouvait dans l'Atlantique Nord, en raison d'un court circuit. Trois membres d'équipage ont été tués par empoisonnement au monoxyde de carbone.
- 2 juillet 1979 : le K-116 (Echo II) est victime d'un accident de réacteur (fuite de liquide de refroidissement du cœur) dans la baie de Vladimir, en mer du Japon. Certains membres de l'équipage ont été irradiés, mais il n'y a pas eu de décès.
- 21 août 1980 : incendie dans le compartiment VII du K-122 (Echo I). Quatorze morts dues à une intoxication au monoxyde de carbone.
- 10 septembre 1981 : le K-45 (Echo I) entre en collision avec le chalutier soviétique Novokachalinsk la nuit. L'avant de la coque extérieure et le système de sonar du sous-marin a été sérieusement endommagés. Le chalutier coule.
- 18 juin 1984 : un incendie éclate dans le compartiment VIII du K-131 (Echo II) pour cause de violation de méthodes de sécurité par un électricien, en mer de Barents. Treize morts.
- 26 juin 1986 : le K-192 (ex-K-172) (Echo II) est victime accident de réacteur (rupture dans la première boucle du réacteur tribord) tout près de l'île aux Ours, en mer de Barents. L'équipage a été irradié mais il n'y a pas eu de décès.